# NGC 304
NGC 304 es una galaxia espiral de la constelación de Andrómeda. 
Fue descubierta el 20 de octubre de 1878 por el astrónomo Édouard Jean-Marie Stephan.